# Quận Dickey, North Dakota
Dickey County là một quận nằm ở tiểu bang North Dakota. Tại thời điểm năm 2000, quận có dân số 5.757 người. Quận lỵ đóng ở Ellendale.6

## Địa lý
Theo Cục điều tra dân số Hoa Kỳ, quận có tổng diện tích 1.142 dặm Anh vuông (2.957 km²), trong đó, 1.131 dặm Anh vuông (2.929 km²) là diện tích đất và 11 dặm Anh vuông (28 km²) trong tổng diện tích (0,93%) là diện tích mặt nước.

### Các thị trấn
| - Ada - Albertha - Albion - Bear Creek - Clement - Divide - Elden - Ellendale - Elm - German - Grand Valley | - Hamburg - Hudson - James River Valley - Kent - Kentner - Keystone - Lorraine - Lovell - Maple - Merricourt - Tây bắc | - Port Emma - Porter - Potsdam - Riverdale - Spring Valley - Valley - Van Meter - Whitestone - Wright - Yorktown - Young |

### Các quận giáp ranh
- LaMoure County (phía bắc)
- Ransom County (đông bắc)
- Sargent County (đông)
- Quận Brown, South Dakota (nam)
- Quận McPherson, South Dakota (tây nam)
- McIntosh County (tây)

### Các khu bảo tồn quốc gia
- Dakota Lake National Wildlife Refuge
- Maple River National Wildlife Refuge

## Thông tin nhân khẩu
Theo cuộc điều tra dân số2 tiến hành năm 2000, quận này có dân số 5.757 người, 2.283 hộ, và 1.499 gia đình sinh sống trong quận này. Mật độ dân số là 5 người trên mỗi dặm Anh vuông (2/km²). Đã có 2.656 đơn vị nhà ở với một mật độ bình quân là 2 trên mỗi dặm Anh vuông (1/km²). Cơ cấu chủng tộc của dân cư sinh sống tại quận này gồm 97,78% người da trắng, 0,10% người da đen hoặc người Mỹ gốc Phi, 0,35% người thổ dân châu Mỹ, 0,50% người gốc châu Á, 0,56% từ các chủng tộc khác, và 0,71% từ hai hay nhiều chủng tộc. 1,35% dân số là người Hispanic hoặc người Latin thuộc bất cứ chủng tộc nào. 48,9% là gốc Đức, 14,7% người Na Uy, 6,7% người Mỹ và 6,0% người Ireland theo kết quả điều tra dân số năm 2000. 92,3% nói tiếng Anh, 5,7% tiếng Đức và 1,5% tiếng Tây Ban Nha làm ngôn ngữ thứ nhất.
Có 2,283 hộ trong đó có 27,90% có con cái dưới tuổi 18 sống chung với họ, 58,00% là những cặp kết hôn sinh sống với nhau, 4,90% có một chủ hộ là nữ không có chồng sống cùng, và 34,30% là không gia đình. 32,00% trong tất cả các hộ gồm các cá nhân và 17,60% có người sinh sống một mình và có độ tuổi 65 tuổi hay già hơn. Quy mô trung bình của hộ là 2,36 còn quy mô trung bình của gia đình là 2,99,
Phân bố độ tuổi của cư dân sinh sống trong huyện là 23,80% dưới độ tuổi 18, 10,20% từ 18 đến 24, 22,50% từ 25 đến 44, 22,20% từ 45 đến 64, và 21,30% người có độ tuổi 65 tuổi hay già hơn. Độ tuổi trung bình là 41 tuổi. Cứ mỗi 100 nữ giới thì có 97,20 nam giới. Cứ mỗi 100 nữ giới có độ tuổi 18 và lớn hơn thì, có 92,50 nam giới.
Thu nhập bình quân của một hộ ở quận này là 29.231 USD, và thu nhập bình quân của một gia đình ở quận này là 36.682 đô la Mỹ, Nam giới có thu nhập bình quân $26,914 so với mức thu nhập 15.668 USD đối với nữ giới. Thu nhập bình quân đầu người của quận là 15.846 đô la Mỹ, Khoảng 11,60% gia đình và 14,80% dân số sống dưới ngưỡng nghèo, bao gồm 20,40% những người có độ tuổi 18 và 10,80% là những người 65 tuổi hoặc già hơn.

## Các đơn vị dân cư

### Các thành phố
- Ellendale
- Forbes
- Fullerton
- Ludden
- Monango
- Oakes

### Các cộng đồng không hợp nhất
- Glover
- Guelph
- Merricourt